# Carina Baltrip-Reyes
Carina Alicia Baltrip-Reyes (Austin, 1º luglio 1998) è una calciatrice panamense, difensore della Lazio e della nazionale panamense.

## Carriera

### Calcio collegiale e universitario
Statunitense di nascita, Baltrip-Reyes inizia a giocare a calcio nel 2008 nell'Austin Texans Soccer Club, società di puro settore giovanile, restandovi fino al 2016. Nel frattempo, dal 2012 al 2015, frequenta la Robert E. Hendrickson High School di Pflugerville, in cui abbina al programma scolastico quello atletico praticando la corsa campestre e giocando nella squadra di calcio femminile dell'istituto, le Hendrickson Hawks.
Iscritta alla Florida International University vi rimane per il biennio 2016-2017, per poi passare nel 2018 all'Università della Florida in cui termina gli studi tre anni più tardi. In questo periodo continua l'attività agonistica nei campionati universitari vestendo dapprima la maglia delle FIU Panthers e successivamente quella delle Florida Gators con cui colleziona oltre cinquanta presenze in tre stagioni.

### Club
Terminati gli impegni universitari, nel 2021 Baltrip-Reyes firma un contratto con le campionesse serbe dello Spartak Subotica. Sotto la guida di Boris Arsić, fa il suo debutto nella Superliga già nella 1ª giornata di campionato, venendo schierata titolare nella netta vittoria per 7-0 sulla Stella Rossa. Debutta inoltre in UEFA Women's Champions League scendendo in campo in entrambi gli incontri del primo turno di qualificazione dell'edizione 2021-2022 prima che le olandesi del Twente le eliminassero ai tempi supplementari.
Durante la finestra invernale di calciomercato 2022-2023 di trasferisce al Marítimo, club portoghese di Funchal e iscritto al Campeonato Nacional, livello di vertice del campionato portoghese. Qui il tecnico José Oliveira la impiega in tutte le 12 partite residue del campionato nonché nei due incontri di play-out, vinti entrambi contro il CF Benfica, che sanciscono la salvezza.
Nel novembre 2023, a stagione già iniziata dalla 6ª giornata del campionato di Serie B 2023-2024, passa alle italiane della Lazio allenate da Gianluca Grassadonia. Il debutto in Serie B, da titolare, avviene una settimana più tardi, nella vittoria esterna per 2-0 sul campo della Freedom.

## Statistiche

### Presenze e reti nei club
Statistiche aggiornate al 3 maggio 2025.
| Stagione        | Squadra          | Campionato      | Campionato | Campionato | Coppe nazionali | Coppe nazionali | Coppe nazionali | Coppe internazionali | Coppe internazionali | Coppe internazionali | Altre coppe | Altre coppe | Altre coppe | Totale | Totale |
| Stagione        | Squadra          | Comp            | Pres       | Reti       | Comp            | Pres            | Reti            | Comp                 | Pres                 | Reti                 | Comp        | Pres        | Reti        | Pres   | Reti   |
| --------------- | ---------------- | --------------- | ---------- | ---------- | --------------- | --------------- | --------------- | -------------------- | -------------------- | -------------------- | ----------- | ----------- | ----------- | ------ | ------ |
| 2021-2022       | Spartak Subotica | SL              | ?          | ?          | CS              | -               | -               | UWCL                 | 2                    | 0                    | -           | -           | -           | 2+     | 0+     |
| Gen.-giu. 2023  | Marítimo         | CN              | 12+2       | 1          | CS              | -               | -               | -                    | -                    | -                    | -           | -           | -           | 14     | 1      |
| 2023-2024       | Lazio            | B               | 22         | 1          | CI              | -               | -               | -                    | -                    | -                    | -           | -           | -           | 22     | 1      |
| 2024-2025       | Lazio            | A               | 15         | 0          | CI              | 3               | 1               | -                    | -                    | -                    | -           | -           | -           | 18     | 1      |
| Totale Lazio    | Totale Lazio     | Totale Lazio    | 37         | 1          | -               | 3               | 1               | -                    | -                    | -                    | -           | -           | -           | 40     | 2      |
| Totale carriera | Totale carriera  | Totale carriera | 51         | 2+         | -               | 3+              | 1+              | -                    | 2                    | 0                    | -           | -           | -           | 56+    | 3+     |

## Palmarès

### Club
- Campionato serbo: 1

Spartak Subotica: 2021-2022
- Campionato italiano di Serie B: 1

Lazio: 2023-2024
- Coppa di Serbia femminile: 1

Spartak Subotica: 2021-2022